# BE-4
BE-4またはブルーエンジン4 (Blue Engine 4) は、アメリカ合衆国の宇宙企業ブルーオリジン社が開発した推力2,450 kNの大型の液体燃料ロケットエンジンである
元々ブルーオリジン社が開発する大型ロケットのニューグレンに使用するべく開発されており、BE-4を第一段に7基用いるニューグレンは45トンの重量物を衛星軌道に乗せる能力がある。後にユナイテッド・ローンチ・アライアンス (ULA) 社のアトラスV後継機のヴァルカンにも採用されており、2024年1月にまずヴァルカンが初打ち上げ成功した。次いで2025年1月にニューグレンも初打ち上げに成功している。

## 歴史

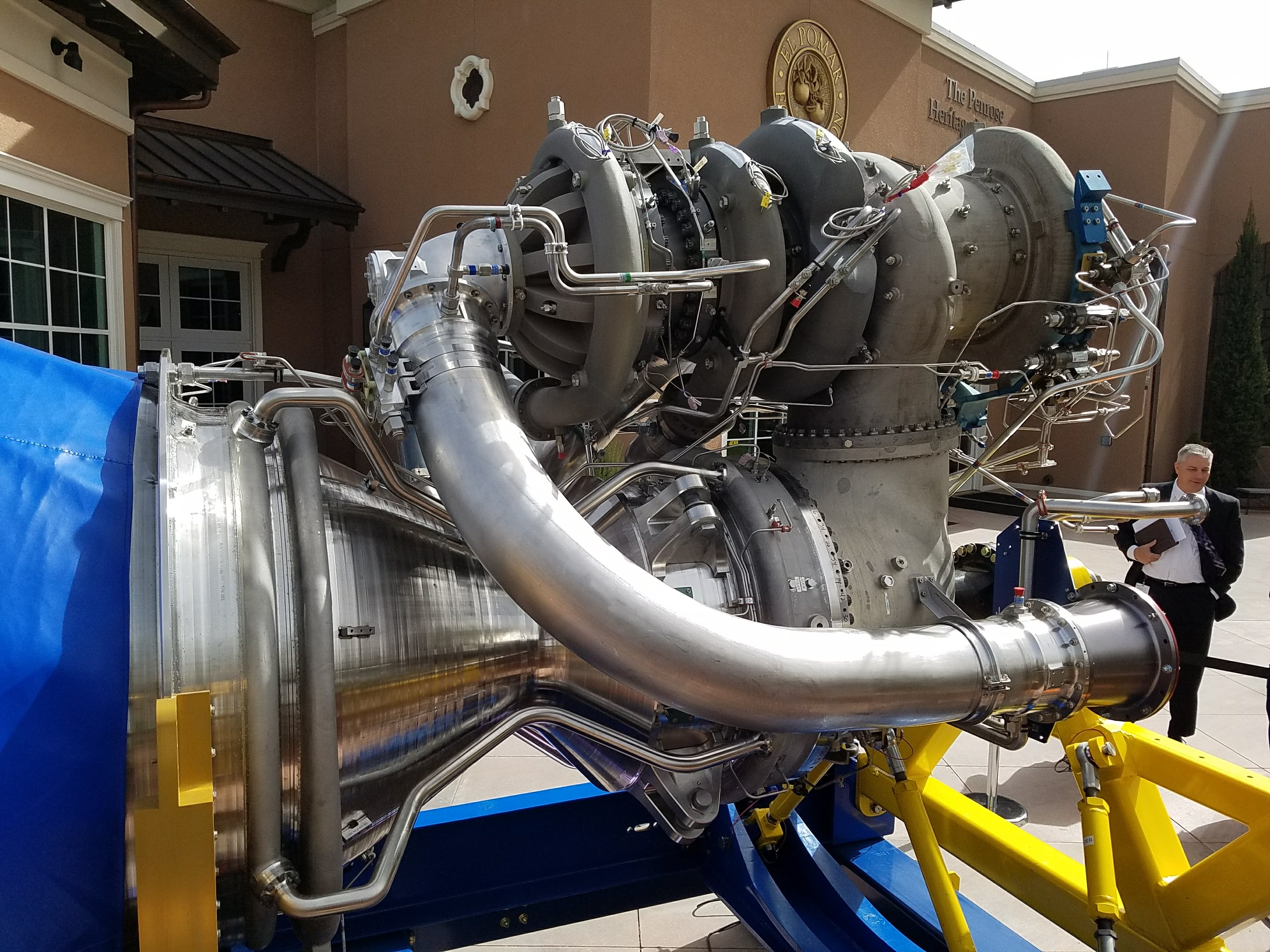
側面から見たBE-4

ブルーオリジンは2011年にBE-4の開発を開始した。新型のエンジンは液体酸素と液化天然ガスに推進剤を変更したエンジンである。同社は当初開発していることを公表しなかった。
2014年9月にULA社がブルーオリジンのBE-4を新型打ち上げ機（後のヴァルカン）のエンジンとして選択した事が報じられ、初めてBE-4の開発が明らかにされた。
2015年4月には開発作業が並行して進められていることが報じられた。1つの計画は実物大のBE-4 パワーパックで、動弁系とターボポンプのセットで燃料/酸化剤を混合して噴射機と燃焼器に送る。2つ目の計画は縮小版のエンジンの噴射装置であり、2015年初頭に試験に入る予定であるとされた。
その後、2016年末には実物大エンジンの試験に入るというスケジュールが報じられ、2017年3月に1基目のBE-4が完成した事が発表された。燃焼試験は2017年10月より開始され、2018年3月には65%の出力で114秒の試験に成功した。一方で2023年6月30日の燃焼試験中に爆発事故を起こした。
2024年1月、BE-4を搭載したヴァルカンが初めて打ち上げに成功した。次いで翌2025年1月には、同じくBE-4を搭載した自社のニューグレンも初打ち上げに成功した。

## 採用
ブルーオリジンではBE-4を独自の人工衛星打ち上げロケットに搭載する他、エンジンの外販もできるように開発を進めており、ULA社の次期ロケットでの採用が伝えられている。

### ヴァルカン
2014年末、ブルーオリジンはULA社とBE-4エンジンの共同開発に合意し、新型のエンジンを改良型アトラスVの後継機であるヴァルカンのエンジンとして採用する事を決めた。ヴァルカンは2基のBE-4を搭載している。
ULA社が共同事業を発表したのは、2014年ウクライナ騒乱によりロシア製エンジンの信頼性と供給について地政学的・政治的に深刻な懸念が出てきたためである。ULA社はBE-4を搭載したヴァルカンの打ち上げを2019年以降に予定していたが、BE-4開発の遅れに伴い、2024年1月と大幅に遅れた。
ただし、このRD-180換装計画ではAR-1も長らく対立候補とされていた。メタンを推進剤とするBE-4と異なりAR-1はRD-180と同様にケロシンを推進剤とする。ULAは2018年9月、AR-1ではなく、BE-4を1段目エンジンとして採用したことを発表した。

### XS-1
ユナイテッド・ローンチ・アライアンスのメンバーであるボーイング社はDARPAのXS-1再使用型ブースター計画にBE-4を搭載できるか検討を行った。結果、2017年には、XS-1にはエアロジェット・ロケットダインのAR-22が採用、2021年に試験飛行予定と発表された。しかし、XS-1は2020年に開発が中止され実際には利用されなかった。

## 諸元
- 推力: 最大出力時2,400 kN (550,000 lbf)[7]